# Ecklak
Ecklak är en kommun och ort i Kreis Steinburg i förbundslandet Schleswig-Holstein i Tyskland.
Kommunen ingår i kommunalförbundet Amt Wilstermarsch tillsammans med ytterligare 13 kommuner.